# Jean Devisse
Jean Devisse, né Jean De Visse le 14 novembre 1923 à Amiens et mort le 17 juillet 1996 à La Verrière  est un historien français du haut Moyen Âge européen et un africaniste.

## Biographie
Jean Devisse enseigne au collège lycée mixte du Raincy (Seine et Oise) jusqu'en 1958, date où il est nommé au Sénégal.
Jean Devisse enseigne à l'université de Dakar jusqu'en 1963.
Avant d'enseigner à l'université de Paris VIII-Vincennes, il a mené de nombreuses études sur le haut Moyen Âge européen, puis, à partir de 1958, en enseignant en Afrique, il s'est aussi consacré à l'étude de l'Afrique noire à la même époque. Ses travaux sur l'archevêque Hincmar de Reims (ca.-806-882), dont il a tiré une thèse en 1976, sont considérés comme remarquables dans le champ des études médiévales européennes.

### Travaux sur l'histoire médiévale de l'Afrique
Fort de sa formation en tant qu'historien de la période médiévale, Jean Devisse s'intéresse à l'histoire médiévale de l'Afrique de l'Ouest durant son son service à Dakar, à cheval entre la période coloniale et post-coloniale. Ses travaux sont fondateurs dans le champ des études africanistes, et placent Jean Devisse parmi les historiens les plus importants pour l'histoire médiévale du Sahel, et en particulier du Mali.
En particulier, Il fut fondamental pour ouvrir les fouilles archéologiques à Tegdaoust/Aoudaghost. Son travail sur l’économie des routes trans-sahariennes et pour l'organisation de l’Exposition Vallées du Niger sont notables, ainsi que son rôle dans la structuration et la reconnaissance des études africanistes en France.
Il a été président du conseil scientifique du Musée des Arts d'Afrique et d'Océanie à Paris (Palais de la Porte Dorée).

## Publications
- J. Devisse, Hincmar et la loi, Dakar, Faculté des lettres et sciences humaines, 1962.
- J. Devisse, D. Robert and S. Robert, Tegdaoust I : recherches sur Aoudaghost. Paris: Arts et Métiers Graphiques, 1970.
- J. Devisse, “Routes de commerce et échanges en Afrique Occidentale en relation avec la Méditerranée : Un essai sur le commerce africain médiéval du XI e au XVI e siècle,” Revue d’histoire économique et sociale 50 (1972): 42–73, 357–97. J. Devisse, Hincmar, archevêque de Reims, 845-882, Droz, Genève, 1976, 3 vol. 1579 p. (Compte-rendu par R. Fossier, Bibliothèque de l'école des Chartes, 1977)
- J. Devisse, L'Image du Noir dans l'Art Occidental 2: Des premiers siècles Chrétiens aux 'Grandes Découvertes', Tome 1, Fribourg: Office du Livre, 1979
- J. Devisse, L'Image du Noir dans l'Art Occidental 2: Des premiers siècles Chrétiens aux 'Grandes Découvertes', Tome 2 (avec Michel Mollat), Fribourg: Office du Livre, 1979

- J. Devisse, “Commerce et routes du traffic en Afrique occidentale.” In Histoire Générale de l’Afrique, ed. M. el-Fasi, vol. 3 VIIe au XIe siècle, 397-463. Paris: UNESCO, 1990.J. Devisse et al, éd., Vallées du Niger (Paris: Réunion des Musées Nationaux, 1993).